# Szreńsk (gromada)
Szreńsk – dawna gromada, czyli najmniejsza jednostka podziału terytorialnego Polskiej Rzeczypospolitej Ludowej w latach 1954–1972.
Gromady, z gromadzkimi radami narodowymi (GRN) jako organami władzy najniższego stopnia na wsi, funkcjonowały od reformy reorganizującej administrację wiejską przeprowadzonej jesienią 1954 do momentu ich zniesienia z dniem 1 stycznia 1973, tym samym wypierając organizację gminną w latach 1954–1972.
Gromadę Szreńsk z siedzibą GRN w Szreńsku utworzono – jako jedną z 8759 gromad na obszarze Polski – w powiecie mławskim w woj. warszawskim, na mocy uchwały nr VI/10/8/54 WRN w Warszawie z dnia 5 października 1954. W skład jednostki weszły obszary dotychczasowych gromad Bielawy, Garkowo Nowe, Garkowo Stare, Kobuszyn, Kunki, Przychód, Miłotki, Szreńsk i Złotowo ze zniesionej gminy Mostowo w tymże powiecie. Dla gromady ustalono 26 członków gromadzkiej rady narodowej.
1 stycznia 1958 do gromady Szreńsk przyłączono wsie Krzywki-Bośki, Krzywki-Piaski i Mostowo ze znoszonej gromady Krzywki-Bratki w powiecie żuromińskim w tymże województwie.
1 stycznia 1960 do gromady Szreńsk przyłączono wieś Zawady-Grędek ze znoszonej gromady Rumoka w tymże powiecie.
Gromada przetrwała do końca 1972 roku, czyli do kolejnej reformy gminnej. 1 stycznia 1973 w powiecie mławskim utworzono gminę Szreńsk.